# Trypanosomiasis
Trypanosomiasis is de toestand van het geïnfecteerd zijn met trypanosomen, een geslacht van eencellige eukaryote Protozoa die bij mens en dier ziekten kunnen veroorzaken. Ze worden meestal door insecten (vectoren) overgebracht. Alle trypanosomen zijn obligate parasieten, primair van insecten; een aantal kan zich daarnaast in gewervelde dieren handhaven.
Tabel van menselijke trypanosomale ziekten.
| organisme                      | ziekte                 | overbrenger                        |
| ------------------------------ | ---------------------- | ---------------------------------- |
| Trypanosoma brucei rhodesiense | oostelijke slaapziekte | tseetseevlieg                      |
| Trypanosoma brucei gambiense   | westelijke slaapziekte | tseetseevlieg                      |
| Trypanosoma cruzei             | ziekte van Chagas      | bloedzuigende wantsen (Reduviidae) |